# Bara Bröst
Bara bröst var ett feministiskt nätverk som bildades i Malmö oktober 2007 vars devis lyder: "Vårt mål är att väcka debatt om de oskrivna sociala och kulturella regler som sexualiserar och diskriminerar kvinnokroppen." En amerikansk-kanadensisk motsvarighet till nätverket är topfreedom.

## Inspiration
Frågan om kvinnors rätt att bada barbröstade blev aktuell i Sverige hösten 2007 efter att de två Uppsalastudenterna Ragnhild Karlsson och Kristin Karlsson i september samma år ombads att lämna badhuset i Uppsala. Anledningen var att de hade brutit mot badhusets ordningsregler. De hade simmat några längder utan att skyla sina bröst med baddräktsöverdel eller bikinitop.
Uppsalastudenterna anmälde händelsen till jämställdhetsombudsmannen. Myndigheten avskrev dock anmälan då den inte ansåg att det handlat om könsdiskriminering på ett sätt som berättigade till skadestånd. Det är skillnad på mäns och kvinnors kroppar, menade JämO och ansåg det därför tveksamt om anmälarna hade varit i en situation att jämföra med de barbröstade männen på badhuset. Även om så hade varit fallet, och diskriminering således förelegat, så skulle skadestånd inte ha kunnat utkrävas, då diskriminering enligt EG-rätten måste tillåtas när det finns berättigade syften, fortsatte JämO och tillade att anständighet är ett sådant berättigat syfte.

## Uppkomst, motgångar och framgångar
Nätverket Bara Bröst bildades som ett svar på händelsen på Fyrishovsbadet under motiveringen "att gå barbröstade på badhus ser vi som ett självklart steg mot ett mer jämställt samhälle". De genomför därefter aktioner med försök att bada barbröstade på olika badhus i Sverige. Till en början mötte de samma reaktioner som Uppsalastudenterna gjort i badhuset i Uppsala men så småningom började de nå framgång. Först ut att tillåta barbröstade kvinnor var badhuset i Sundsvall. Därefter följde Vattenpalatset i Eskilstuna och simhallen i Vingåker.
Som ett sidoprojekt bildades Bara kroppar år 2012 med syfte att "skapa en trygg frizon där alla kroppar har samma värde, bland annat genom att använda en avdramatiserad, avsexualiserad, avestetiserad social nakenhet".

## Ideologi, organisation och politik
Bara Bröst var ett partipolitiskt och religiöst obundet feministiskt nätverk vars främsta måltavla är dagens diskrimineringslagstiftning vilken medger anständighet som ett godtagbart skäl för åtskillnad mellan könen. Enligt nätverket måste den ändras så att simhallar, och andra allmänt tillgängliga platser där män får vara barbröstade, inte längre ska ha rätt att med hänsyn till exempelvis anständighet sätta upp olika klädregler för män och kvinnor. Nätverket menar vidare att brösten inte kan betraktas som en del av det kvinnliga könsorganet.
Bröstfrågan betraktas av nätverket som en symbolfråga, ett uttryck för något mycket större, av nätverket som därvid menar följande: Frågan åskådliggör de samhällsstrukturer som sexualiserar kvinnokroppen men inte manskroppen. Kvinnor förväntas kunna hantera sin sexualitet vid exponering av manskroppar medan motsvarande beträffande kvinnokroppar inte förväntas av män. På samma sätt kräver mäns aversion mot exponering av oönskade kvinnokroppar mer respekt än kvinnors dito för oönskade manskroppar. "Strukturerna" spinner vidare på en självuppfyllande ond cirkel. För att bryta mönstret vill kvinnorna i nätverket avsexualisera kvinnokroppen bland annat genom att besöka badhus och därvid tillämpa samma klädkod som de badande männen. Enligt webbplatsen får alla som stödjer nätverket bli medlemmar efter en anmälan per e-post. Deltagande i aktioner kräver dock ett föregående möte med de övriga aktionsdeltagarna.
Inom feministisk diskussion har Bara Bröst främst kritiserats för att vara motsägelsefulla; kritiken har poängterat att även det kvinnliga könsorganet är sexualiserat varför en sexualisering av kvinnokroppen således borde motarbetas även genom att bada utan badbyxor/bikiniunderdel. Mot kritiken har nätverket anfört att det sagda inte innebär en motsägelse eftersom nätverkets udd inte främst är riktad mot sexualisering i sig utan mot skillnaden mellan hur mäns och kvinnors kroppar sexualiseras. Till exempel kan även mansbröst uppfattas som sexuellt laddade; de behöver trots det aldrig täckas över på badhus.
Miljöpartiets ungdomsorganisation Grön ungdom stödjer öppet nätverket och har bestämt sig för att arbeta för en jämställd klädpolicy på badhus, med samma regler för män och kvinnor. Under sitt årsmöte den 15-17 februari 2008 beslutade ungdomsförbundet bland annat att stötta en motion om att förbjuda "könsdiskriminerande klädregler" på badhus. Motionen behandlades på miljöpartiets partikongress i maj 2008 och bifölls av kongressen.
Centerpartiets Ungdomsförbunds förbundsordförande Magnus Andersson har under en debatt i TV3:s "Insider" den 27 mars 2008 kritiserat Bara Brösts aktioner och menat att dessa tar fokus från verkliga och viktiga kvinnosaksfrågor såsom löneskillnader mellan män och kvinnor. I samma debatt har Désirée Pethrus Engström, riksdagsledamot och ordförande i Kristdemokratiska kvinnoförbundet, menat att kvinnors rätt att bada barbröstade inte är en jämställdhetsfråga. Engström, som enligt underrubriken på hennes blogg "DesireesBlogg.se"  är kristdemokrat, feminist och stockholmare, har vidare i samma debatt menat att de aktuella kvinnornas behov att bada barbröstade tillräckligt väl tillgodoses genom tillgängliga nakenbad. Under nämnda debatt har Maria Ferm, språkrör för Grön Ungdom, gett uttryck för sin och sin organisations stöd för nätverket. I debatten har även sexpedagogen Carl Johan Rehbinder uttalat sig positiv till nätverket.

## Medial uppmärksamhet
Händelserna har väckt stor uppmärksamhet, "inte bara i Sverige utan i stora delar av världen" skrev DN den 30 november 2007. Bara Bröst har således bland annat föranlett en artikel i australiensiska Brisbane Times och en bloggartikel på nätversionen av Washington Post. Enligt nätverkets webbplats har vidare, förutom rapportering i irländsk radio, artiklar om nätverket publicerats i bland annat Frankrike, Spanien, Portugal, Danmark, Norge, Kanada, Rumänien och Nederländerna.
I Sverige har Bara Bröst väckt debatt, inte minst i kvällspressen och bloggvärlden. En som tagit ställning för nätverket är Mian Lodalen medan andra intagit motsatt position.
TV3:s "Insider" gjorde den 27 mars 2008 ett inslag om Bara Bröst i vilket bland annat Fredrik Virtanen kritiserade fenomenet barbröstade kvinnor på badhus. I inslaget genomfördes även ett test där en grupp kvinnor provade att bada barbröstade på fyra olika badhus i Stockholm, bland annat Eriksdalsbadet och Kronobergsbadet. Kvinnorna blev avvisade från två av de fyra testade badhusen och enligt kvinnorna reagerade endast personal, men inga andra badgäster på deras klädsel. I samma Insideravsnitt följde därefter en studiodebatt, i korthet redovisad under rubriken "Ideologi, organisation och politik".